# Los jugadores (película)
Los jugadores (en inglés: The Gamblers, en alemán: Die Spieler) es una película «no budget» alemana de 2007 dirigida por Sebastian Bieniek. La película está basada en la novela El jugador, de Fiódor Dostoyevski.

## Festivales de cine
- 10.º Festival de cine Shanghái
- 31 El Cairo Festival de cine
- 10.º Festival internacional de cine Bombay
- 10.º Festival internacional de cine Daca
- XXVI Festival cinematográfico internacional del Uruguay
- 6.º Festival Del Cine Pobre (Cuba)
- 5.º Miskolc Cinefest Festival de Cine (Hungría)
- 15.º Festival Internacional de Cine de Valdivia (Chile)
- 5.º Festival Internacional de Cine de Abuya

## Reparto
- Fritzi Malve Voss (Polina)
- Thomas B. Hoffmann (Mr. Astley)
- Slava Demidov (el General)
- Sebastian Bieniek (Alexej)
- Genina Demidov (Abuela)
- Uta Ziegler (Blanche)
- Sven Gerhard (Des Grieux)

## Sinopsis
El general, acompañado por sus dos hijos y su hijastra Polina, visitan Baden-Baden, supuestamente para curarse allí, aislados del mundo. Pero surgen evidencias de que un grupo de rusos aparecen en Baden-Baden para realizar operaciones financieras y dar un gran golpe en los casinos.